# Eugene Joseph Butler
Eugene Joseph Butler CSSp (* 23. Oktober 1900 in Belfast, Vereinigtes Königreich Großbritannien und Irland; † 3. Mai 1981) war ein irischer römisch-katholischer Ordensgeistlicher und Bischof von Mombasa.

## Leben
Eugene Joseph Butler trat der Ordensgemeinschaft der Spiritaner bei und empfing am 17. Juni 1928 das Sakrament der Priesterweihe.
Am 26. Januar 1957 ernannte ihn Papst Pius XII. zum ersten Bischof von Mombasa und Sansibar (später: Mombasa). Der Bischof von Down und Connor, Daniel Mageean, spendete ihm am 11. Mai desselben Jahres in Belfast die Bischofsweihe; Mitkonsekratoren waren der Bischof von Derry, Neil Farren, und der Bischof von Dromore, Eugene O’Doherty.
Butler nahm an allen vier Sitzungsperioden des Zweiten Vatikanischen Konzils teil. Am 27. Februar 1978 nahm Papst Paul VI. das von Eugene Joseph Butler vorgebrachte Rücktrittsgesuch an.